# مجید بلوچ
مجید بلوچ (زادهٔ ۱۶ آبان ۱۳۱۶؛ ۷ نوامبر ۱۹۳۷) یک طراح گرافیک اهل ایران است. متولد تهران، مجید بلوچ در محله شرقی تهران قدیم متولد شد. وی از دوران دبیرستان وارد دنیای هنر شد. استادان او در این دوران منوچهر شیبانی از نقاشان به نام روزگار و جلیل ضیاپور بوده‌اند. کارشناس جامعه‌شناسی از دانشگاه تهران که با نوشتن و تصویر سازی اشعارش به دنیای گرافیک قدم گذاشت. وی از نسل دوم طراحان گرافیک ایران است.

## فعالیت‌های قبل از انقلاب
در سال ۱۳۳۶با ورود به وزارت فرهنگ و هنر با آثار هنرمندانی چون حسین بهزاد، سیروس مالک، مارکو گرگوریان، ژازه طباطبایی، حسین زنده رودی و مرتضی ممیز آشنا شد. در این سالها در رشته جامع‌شناسی دانشگاه تهران نیز ادامه تحصیل داد.
در اداره هنرهای زیبا با چنگیز شهوق و منوچهر ساسانیان همکار گردید. وی در سال ۱۳۳۹ تا ۱۳۴۱ در کانون آگهی زیبا مشغول به همکاری گردید. از سال ۱۳۴۱ در سازمان آوازه مشغول به کار و کسب تجربیات حرفه‌ای گرافیک شد.
از همکاران سازمان آوازه کاظم زربخش، ژرژ سیمونیان، آلکس گورگیز، مرتضی کاتوزیان، احمد میرزا بودند.
در سال ۱۳۴۷ شرکت آمیکو را با همکاری منوچهر ساسانیان و کاظم زریخش تأسیس کرد. از مشتریان شرکت آمیکو می‌توان گروه صنعتی بهشهر را
نام برد که مشمول ۳۶ شرکت است. بیشتر تولیدات گرافیک این شرکت تا زمان انقلاب برعهده وی بوده‌است.

## فعالیت پس ازانقلاب
تأسیس انتشاران چاپ آتلیه و دریافت مجوز انتشارات در سال ۱۳۵۹ اولین تلاش برای کسب درآمد از طریق هنر بعد از انقلاب بود.
همکاری با شورای کتاب کودک و نوجوان و تألیف فرهنگنامه کودکان و نوجوانان در ۲۵ جلد از دیگر فعالیت‌های فرهنگی وی است. وی عضو هییت مدیره شورای کتاب کودک از سال ۱۳۸۵ بوده‌است.
در سال ۱۳۷۹ پس از تأسیس انجمن صنفی طراحان گرافیک ایران عضو اصلی و فعال انجمن گردید. از مهمترین اتفاقات ناگوار این دوره مرگ مرتضی ممیز بود، در این زمان مجید بلوچ با توجه به عهد و پیمانی که از دیرباز با مرتضی ممیز داشت جهت راهنمایی و هدایت برخی از امور در مقام نایب رئیس هیئت مدیره انجمن صنفی طراحان گرافیک ایران در دوره سوم قبول مسئولیت کرد.
وی در سال ۱۳۸۱ آیین‌نامه و اساس‌نامه کمیته موزه گرافیک ایران را تدوین کرد؛ و سالها به‌طور مستمر برای برپایی موزه گرافیک تلاش کرده‌است. وی همچنین مدتی مدیر موقت موزه گرافیک ایران نیز بوده‌است که هم‌اکنون این سمت به فرد دیگری سپرده شده‌است.

## سایر فعالیت‌ها
- دانش‌آموخته دانشکده علوم اجتماعی دانشگاه تهران
- کارآموز معماری داخلی در کلاسهای شبانه دانشگاه تهران
- کار آموز مجسمه ساری در هنرستان کمال الملک در خدمت استاد حالتی
- کارآموز عکاسی وو لابراتوار سیاه و سفید در خدمت استاد سیروس امامی
- همکاری با اداره فرهنرهای زیبای کشور در بخش دوسالانه‌ها ۱۳۳۶ تا ۱۳۴۰
- طراح گرافیک آژانس تبلیغاتی یونیورسال ۱۳۳۸ تا۱۳۳۹
- طراح گرافیک کانون آگهی زیبا ۱۳۳۹ تا ۱۳۴۱
- طراح گرافیک کنسرسیوم نفت ۱۳۳۹ تا ۱۳۴۱
- طراح گرافیک سازمان آوازه ۱۳۴۱ تا ۱۳۴۳
- طراح گرافیک سازمان کاسپین ۱۳۴۳ تا ۱۳۴۷
- مؤسس و مدیر هنری شرکت بازاریابی و تبلیغات آمیکو ۱۳۴۷ تا ۱۳۵۷
- مؤسس و مدیر هنری دفتر طراحی گرافیک چاپ آتلیه ۱۳۵۷ تا به امروز
- طراحی و ساخت یک فیلم انیمیشن برای محصولات تجاری
- دریافت جایزه دوم از نمایشگاه طرح‌ها و پوسترهای تبلیغاتی نیویورک ۱۳۴۴
- مدیریت هنری بیش از ۵۰ فیلم زنده و عروسکی و انیمیشن تجاری ۱۳۴۷ تا ۱۳۵۷
- شرکت در نمایشگاه جمعی ۵۰ سال گرافیک ایران
- طراح گرافیک فرهنگنامه کودکان و نوجوانان از ۱۳۶۷ تا کنون
- عضو هیًت مدیره شورای کتاب کودک
- شرکت در ششمین نمایشگاه دوسالانه گرافیک ایران ۱۳۷۸
- طراح گرافیک و مشاور هنری جی آی اس (مرکز اطلاعات جغرافیایی شهر تهران) ۱۳۷۹ تا به امروز
- طراح گرافیک و مشاور هنری شرکت مهندسی مشاور رصد ایران ۱۳۷۹ تا به امروز
- طراح گرافیک و مشاور هنری شرکت تولیدی ساوه ۱۳۶۴ تا به امروز
- شرکت در هفتمین نمایشگاه دوسالانه گرافیک ایران ۱۳۸۰
- عضو انجمن صنفی طراحان گرافیک ایران ۱۳۷۹ و عضو افتخاری انجمن صنفی طراحان گرافیک ایران
- برگزار کننده ۴ دوره نمایشگاه از آثار کمیته موزه گرافیک ایران